# 973 Aralia
A 973 Aralia (ideiglenes jelöléssel 1922 LR) egy kisbolygó a Naprendszerben. Karl Wilhelm Reinmuth fedezte fel 1922. március 18-án, Heidelbergben.